# Переу
Переу (рум. Părău) — село у повіті Брашов в Румунії. Адміністративний центр комуни Переу.
Село розташоване на відстані 172 км на північний захід від Бухареста, 38 км на північний захід від Брашова.

## Населення
За даними перепису населення 2002 року у селі проживали 611 осіб.
Національний склад населення села:
| Національність | Кількість осіб | Відсоток |
| -------------- | -------------- | -------- |
| румуни         | 554            | 90,7%    |
| цигани         | 53             | 8,7%     |

Рідною мовою назвали:
| Мова      | Кількість осіб | Відсоток |
| --------- | -------------- | -------- |
| румунська | 569            | 93,1%    |
| циганська | 39             | 6,4%     |